# Kardinal Offishall
Kardinal Offishall, pseudonimo di Jason Drew Harrow (Scarborough, 11 maggio 1976), è un rapper canadese di discendenze giamaicane.
Kardinal viene spesso definito l'"ambasciatore rap" del Canada, ed assieme ad MC come Saukrates e Maestro Fresh Wes, è con tutta probabilità il più popolare del paese nordamericano. Kardinal mischia nelle sue composizioni il soul, la dancehall, il reggae ed il rap per creare un suono il più possibile originale.

## Biografia
Kardinal iniziò a rappare all'età di otto anni, vincendo una competizione in versi all'età di dodici anni, nello stesso anno fece la sua prima esibizione  live nel corso della prima visita di Nelson Mandela a Toronto. Nel 1993, decise di cambiare il suo alias "KoolAid", diventando definitivamente Kardinal Offishall ispirandosi al politico francese del XVII secolo, il cardinale Richelieu.
Kardinal ottenne un contratto discografico con la Warner/Chappell Music Canada già all'età di 20 anni. Nel 1996 pubblicò il suo primo singolo dal titolo "Naughty Dread", che fu poi inserito nella compilation Rap Essentials Volume One ed ottenne una nomination ai Juno Award come Best Rap Recording. Nel 1997, Kardinal pubblicò quindi il suo album d'esordio dal titolo Eye & I con la Capitol Hill Music. L'unico singolo estratto dall'album, "On Wit Da Show", ebbe una discreta rotazione su MuchMusic. Kardinal viene considerato tra i principali contributori della rinascita dell'hip hop canadese dei tardi anni '90. Nel 1998 partecipò alla realizzazione del singolo "Northern Touch" poi vincitore del Juno Award, assieme ad altri esponenti canadesi come Rascalz, Choclair, Checkmate and Thrust.
Nel 2000 Kardinal passò alla MCA Records, realizzando poi l'album Quest for Fire: Firestarter, Vol. 1 l'anno successivo, da cui furono estratti i singoli "BaKardi Slang" e "Ol' Time Killin'". L'album ottenne il Disco d'Oro in Canada. Quando la MCA fallì nel 2003, il rapper decise di anticipare fortemente l'uscita di Firestarter Vol. 2: F Word Theory accompagnato dal singolo "Belly Dancer" a cui collaborò Pharrell, e Kardinal decise di fondare una propria etichetta. Realizzò poi il mixtape indipendente Kill Bloodclott Bill nel 2004 con il suo team di produzione Black Jays, e il secondo album con una major discografica, intitolato Fire and Glory nel 2005, pubblicato dalla Virgin Records nel solo Canada. Le hit estratte da questo album furono "Everyday (Rudebwoy)" e "Heads Up".
Kardinal ha inoltre prodotto diversi brani tra i quali i singoli "Let's Ride" di Choclair, il cui album Ice Cold divenne Disco d'Oro in 35 giorni e che vinse un Juno Award nel 2000. Tuttavia è stato con i Black Jays che Kardinal ha ricevuto la dose più massiccia di notorietà per il suo lavoro alle produzioni. Nel 2004 Kardinal e Solitair dei Black Jays hanno remixato in una nuova versione il disco di Jay-Z The Black Album intitolandolo The Black Jays Album. Kardinal ha effettuato alcune produzioni su Kill Bloodcott Bill e la maggior parte di quelle che hanno composto il suo album Fire and Glory.
Uno dei suoi maggiori vanti è quello di essere nella ristretta cerchia degli artisti hip hop canadesi ad avere successo oltre i confini nazionali, oltre ad aver collaborato con musicisti come Busta Rhymes, Method Man, Sean Paul, Spragga Benz, Bounty Killer, Little Brother, Stat Quo, Pharoahe Monch, Vybz Kartel, Rihanna, Snow, Pete Rock, T-Pain, Prince Paul, Chali 2na, Lil Wayne ed Akon. The Neptunes hanno richiesto la partecipazione di Kardinal al remix della loro hit “Grindin'” con i Clipse. Il remix ha avuto un buon successo in nordamerica, particolar mente a New York City. Kardinal ha fatto anche brevi apparizioni nel video di Rihanna "Pon de Replay" ed in quello di Sean Paul "Get Busy". Ha poi partecipato anche al mixtape di Clinton Sparks & DJ Green Lantern.
Nel 2006, Kardinal ha collaborato con Sean Paul, Akon, Cipha Sounds, DJ Whoo Kid e vari membri della Black Jays tra gli altri. Ai MuchMusic Video Awards di quell'anno, Kardinal ha portato a casa ben tre premi con il brano "Everyday (Rudebwoy)": Best Video, Best Director (RT!) e VideoFACT Award. Agli MMVA ha annunciato l'inizio di una collaborazione con la band reggae canadese Bedouin Soundclash.
Kardinal ha intenzione di pubblicare il primo album dopo Fire and Glory con la Konvict Muzik dal titolo Not 4 Sale. Akon sarà il produttore esecutivo di questo progetto, il secondo del rapper canadese che sarà distribuito anche fuori dei confini canadesi, probabilmente nell'inverno 2007-2008. L'album è stato anticipato dall'uscita del singolo "Graveyard Shift".

## Discografia

### Album in studio
- 1997 - Eye & I
- 2001 - Quest for Fire: Firestarter, Vol. 1
- 2005 - Fire and Glory
- 2008 - Not 4 Sale

### EP
- 2000 - Husslin

### Mixtape
- 2004 - DJ Cipha Sounds - Fahrenheit/416
- 2004 - Kill Bloodclott Bill
- 2006 - DJ Cipha Sounds - They Call It Murrrda!
- 2006 - DJ Whoo Kid & Kardinal Offishall - Canadian Coke
- 2007 - Clinton Sparks Presents: Do The Right Thing

### Singoli
- Naughty
- On Wit Da Show
- Northern Touch (Rascalz feat. Kardinal Offishall, Choclair, Checkmate & Thrust)
- Husslin'
- Money Jane (Baby Blue Soundcrew feat. Kardinal Offishall, Sean Paul & Jully Black)
- BaKardi Slang
- Ol' Time Killin' (feat. Jully Black, IRS & Wio-K)
- Powerfulll (feat. Jully Black)
- Belly Dancer (feat. Pharrell)
- Heads Up
- Everyday (Rudebwoy) (feat. Ray Robinson)
- Feel Alright
- Last Standing Soldier (Remix) (feat. Bedouin Soundclash)
- Dangerous (feat. Akon)

### Collaborazioni
- "Put your hands up one me" (Crookers featuring Kardinal Offishall)
- "Ladies And Gentlemen" (Tyree featuring Kardinal Offishall & Deach)
- "Diddy Bop" (Remix) (Red Cafe featuring Kardinal Offishall, Fabolous, Cocoa Chanelle & Currency)
- "BaKardi Slang Refix" (featuring Bounty Killer)
- "Ol' Time Killin'" (Remix) (featuring Busta Rhymes)
- "Still Too Much" (Ghetto Concept featuring Kardinal Offishall, Snow, Maestro, Red-1 & Ironside)
- "Grindin'" (Selector Remix) (Clipse featuring Kardinal Offishall, Sean Paul & Bless)
- "Careful (Click, Click) (Remix) (Wu-Tang Clan featuring Kardinal Offishall & Cappadonna)
- "Sick!" (featuring Bounty Killer)
- "Hurt You" (featuring Pharoahe Monch)
- "Back For More" (Glenn Lewis featuring Kardinal Offishall)
- "We Good" (Pete Rock featuring Kardinal Offishall)
- "Baby Come On" (Method Man featuring Kardinal Offishall)
- "Kill The Dance" (Akon featuring Kardinal Offishall)
- "Rush" (Rihanna featuring Kardinal Offishall)
- "E.G.G. (Everybody Gone Gangsta)" (featuring Vybz Kartel)
- "Block Reincarnated" (Remix) (Shawnna featuring Kardinal Offishall)
- "Fire" (Lindo P featuring Kardinal Offishall)
- "Toma" (DJ Buddha Remix) (Pitbull featuring Lil Jon, Mr. Vegas, Wayne Marshall, Red Rat, T.O.K. & Kardinal Offishall)
- "Officer Down" (featuring 50 Cent)
- "Cross That Line" (Remix) (Little Brother featuring Kardinal Offishall & Mick Boogie)
- "She Was So Fly" (DJ Jazzy Jeff featuring Kardinal Offishall)
- "Belly Dancer (Bananza)" (Remix) (Akon featuring Kardinal Offishall)
- "Buy U a Drank (Shawty Snappin')" (Remix) (T-Pain featuring Kardinal Offishall)
- "Shottas" (T-Pain featuring Kardinal Offishall & Cham)
- "Colors" (Remix) (Sean Kingston featuring Kardinal Offishall & Vybz Kartel)
- "Cowboy Film" Taz featuring Kardinal Offishall
- "The Backbone" (DJ Revolution featuring Chace Infinite, Choclair, Ill-Advised, Krondon, Cali Agents, Shabaam Sahdeeq & Kardinal Offishall)
- "Rush" (Akon featuring Kardinal Offishall)
- "War" (Kardinal Offishall feat Marco Polo)
- "Beautiful" (Akon ft. Colby O'Donis & Kardinal Offishall)

## Premi
- 1999: Juno Award come Rap Recording of the Year per il brano con Rascalz "Northern Touch"
- 2000: Juno Award come Rap Recording of the Year per la produzione del brano diChoclair "Let's Ride"
- 2000: SOCAN Award per "Husslin'"
- 2001: MuchMusic Video Award come Best Rap Video per "Money Jane"
- 2002: SOCAN Award per "Money Jane"
- 2004: Canadian Urban Music Award per "Empty Barre"
- 2006: 3 MuchMusic Video Award come Best Video, Best Director e VideoFACT Award per "Everyday (Rudebwoy)"